# Liste der Stolpersteine in Goirle

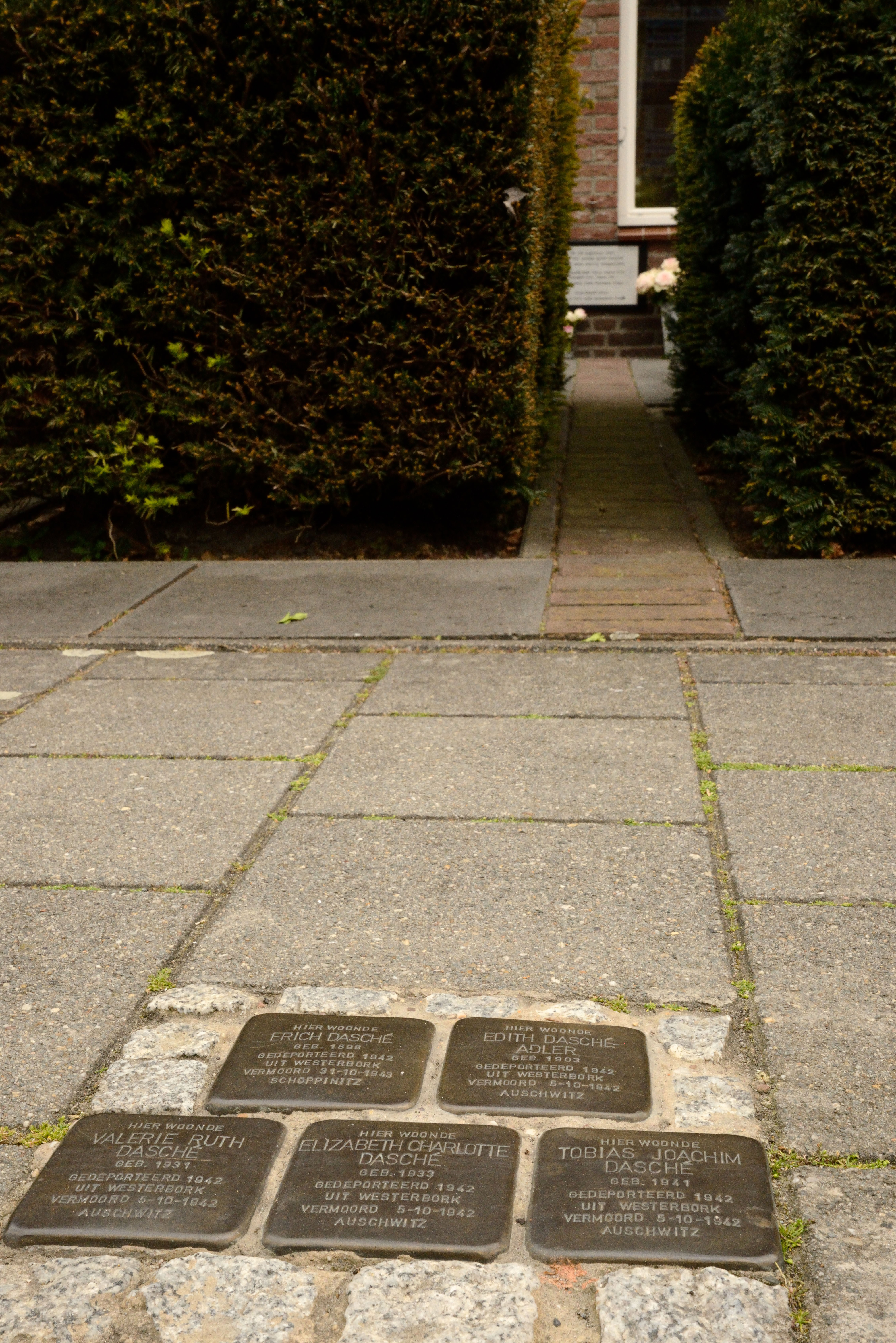
Die Stolpersteine von Goirle, verlegt 2012, fotografiert 2014

Die Liste der Stolpersteine in Goirle umfasst die Stolpersteine, die vom deutschen Künstler Gunter Demnig in Goirle verlegt wurden, einer Gemeinde in der niederländischen Provinz Noord-Brabant. Stolpersteine sind Opfern des Nationalsozialismus gewidmet, all jenen, die vom NS-Regime drangsaliert, deportiert, ermordet, in die Emigration oder in den Suizid getrieben wurden. Demnig verlegt für jedes Opfer einen eigenen Stein, im Regelfall vor dem letzten selbst gewählten Wohnsitz.
Die ersten, bislang einzigen Verlegungen in dieser Gemeinde fanden am 28. August 2012 statt.

## Verlegte Stolpersteine
In Goirle wurden fünf Stolpersteine an einer Anschrift verlegt.
| Stolperstein | Übersetzung                                                                                                  | Verlegort     | Name, Leben                            |
| ------------ | --- | ------------- | -------------------------------------- |
|              | HIER WOHNTE ELISABETH CHARLOTTE DASCHÉ GEB. 1933 DEPORTIERT 1942 AUS WESTERBORK ERMORDET 5.10.1942 AUSCHWITZ | Emmastraat 35 | Elizabeth Charlotte Dasché (1933–1942) |
|              | HIER WOHNTE ERICH DASCHÉ GEB. 1898 DEPORTIERT 1942 AUS WESTERBORK ERMORDET 31.10.1943 SCHOPPINITZ            | Emmastraat 35 | Erich Dasché (1898–1943)               |
|              | HIER WOHNTE TOBIAS JOACHIM DASCHÉ GEB. 1941 DEPORTIERT 1942 AUS WESTERBORK ERMORDET 5.10.1942 AUSCHWITZ      | Emmastraat 35 | Tobias Joachim Dasché (1941–1942)      |
|              | HIER WOHNTE VALERIE RUTH DASCHÉ GEB. 1931 DEPORTIERT 1942 AUS WESTERBORK ERMORDET 5.10.1942 AUSCHWITZ        | Emmastraat 35 | Valerie Ruth Dasché (1941–1942)        |
|              | HIER WOHNTE EDITH DASCHÉ- ADLER GEB. 1903 DEPORTIERT 1942 AUS WESTERBORK ERMORDET 5.10.1942 AUSCHWITZ        | Emmastraat 35 | Edith Dasché-Adler (1941–1942)         |

## Verlegedatum
- 28. August 2012, verlegt vom Künstler persönlich